# Proteuxoa plusiata
Proteuxoa plusiata là một loài bướm đêm trong họ Noctuidae.